# Vasookklusion
Der Begriff Vasookklusion bezeichnet den Verschluss von (Blut)gefäßen.
Dies kann durch in den Blutkreislauf gelangte Fremdkörper, durch körpereigenes „Material“ (zum Beispiel bei der Blutgerinnung oder bei Embolien) oder auch durch Druck von außen geschehen.
Zieht sich ein Gefäß mit Hilfe der es umgebenden Muskelschicht zusammen, spricht man von Vasokonstriktion. Auch diese kann zur vollständigen Vasookklusion führen, wenn das Gefäßlumen völlig verschwindet.